# Norsk jaguarfläck
Norsk jaguarfläck (Arthothelium norvegicum) är en lavart som beskrevs av Coppins & Tønsberg. Norsk jaguarfläck ingår i släktet Arthothelium och familjen Arthoniaceae.  Arten är reproducerande i Sverige. Inga underarter finns listade i Catalogue of Life.